# Station Szczecin Klucz
Station Szczecin Klucz was een spoorwegstation in de Poolse plaats Szczecin.

## Spoorlijn
Het station ligt aan de spoorlijn 273 met de eerstvolgende halte op deze lijn station Daleszewo Gryfińskie en station Szczecin Podjuchy.